# Кирсово
Кирсово (на молдовски: Chirsova; на гагаузки: Başküü) е село в Комратски район, Гагаузия, Молдова. Мнозинството от населението на селото е съставено от етнически българи и гагаузи. В Кирсово живеят 6861 души (2004).

## История

### В Русия
В историографията са изказвани различни мнения за годината на основаване на Кирсово. Най-ранната е 1791, в края на Руско-турската война от 1787 – 1792, когато районът се контролира от ногайците. Някои изследователи приемат 1811, а руският автор от XIX век, А. Скалковски – 1830. В молба на кирсовчани от 1860 година се твърди, че селото е основано през 1812 година от „65 семейства преселници“.
В Указ на руския император Александър І от 29 декември 1819 година, регламентиращ статута на „българите и другите отвъддунавски преселници“, Кирсов е посочено като селище в Буджакски окръг.
В 1852 година Кирсово, което е част от Горнобуджашкия окръг, има 1668 жители. Отглеждат се 300 коня, 815 вола, 302 крави, 10100 овце. Данни от предишната, 1851 година, покакзват, че 25 семейства в селото се занимават със занаятчийство. Общият брой на занаятчиите е 60, сред които петима са зидари, 18 – шивачи, 10 – дърводелци, 5 – кожари, 1 – ковач, 6 – обущари, 5 бояджии, 2 – бъчвари, 2 – керемидари, 2 – тухлари, 1 – грънчар. Този брой е показателен за мястото на Кирсово като занаятчийски център, тъй като в целия Кагулски уезд единствено в Болград и Комрат работят повече занаятчии. В началото на 50-те години на XIX век в селото има 226 къщи и 19 вятърни мелници. От къщите само 2 са каменни и 2 тухлени.
Границата, която съгласно Парижкия мирен договор от 1856 г. разделя Южна Бесарабия между Княжество Молдова и Русия, е прокарана през 1857 година и преминава западно от Кирсово. Селото остава в руска територия, но над 2415 десетини от неговата земя са в състава на Молдова (по-късно – Румъния). През 1877 година в Кирсово, което е част от Комратска волост, има 3 конни и 27 вятърни мелници. През същата година местното училище е посещавано от 120 момчета и нито едно момиче.
В началото на ХХ век Кирсово, известно и като Башкьой, има 526 двора и 3226 жители. То влиза в състава на Бендерски уезд.

### В Румъния
През 1918 – 1940 година Кирсово е в пределите на Румъния. По време на Втората световна война, в периода юни 1941-август 1944 година, селото също е под румънско управление.

### В СССР
От края на юни 1940 до юни 1941 година и от 1944 до 1991 година Кирсово е в състава на Съветския съюз. През 1946 – 1947 година, по време на глада в Бесарабия, мнозина местни жители умират. Описанието на съвременник е следното:
| „ | Деца, възрастни и побелели старци мряха като мухи. Колко посинели, вкочанясали съселяни с изцъклени очи, на които им се четяха ребрата, преминаха през тия адски кръгове! Те караха и най-закоравялата душа да се разтресе. Останалите живи, премалели от глад и студ, имаха тежкото задължение да заравят как да е покойниците и да мислят за собственото си спасение ... Изчезнаха цели родове. | “ |

### В Република Молдова
От 1991 година селото е в пределите на Република Молдова, а от 1994 година – в нейното автономно териториално образувание Гагаузия.

### Църква
Историкът Иван Думиника установява, че първоначално през 1812 година е построен молитвен дом, първа дървена църква „Успение на Божията Майка“ – през 1817 г., а през 1853 г. – втора дървена църква. Съвременната каменна църква е построена и осветена през 1886 година.

## Религии
Местните жители са православни християни.

## Население

### Демографско развитие
- 1852 – 1668 души[4]
- 1870 – 2429 души (1248 мъже и 1181 жени)[13]
- 1875 – 2292 (1182 мъже и 1110 жени)[13]
- 1877 – 2159 (1115 мъже и 1044 жени)[9]
- 2004 – 6851 души

### Етнически състав
Според данни от преброяването в 2004 година жителите на Кирсово по етнически състав се разпределят по следния начин:
- българи – 3326 души
- гагаузи – 3128 души
- молдовани – 156 души
- руснаци – 119 души
- украинци – 98 души
- цигани – 9 души
- други – 25 души.

## Побратимени градове
- Вълчи дол, България (от 2010 г.)